# 美乃坂本駅
美乃坂本駅（みのさかもとえき）は、岐阜県中津川市千旦林坂本にある、東海旅客鉄道（JR東海）中央本線の駅である。駅番号はCF18。
運行形態の詳細は「中央線 (名古屋地区)」を参照。

## 歴史

### 年表
- 1917年（大正6年）11月25日：国鉄中央本線の中津川 - 大井（現・恵那）間に新設開業[3]。一般駅[2]。
- 1961年（昭和36年）5月21日：貨物の取扱いを廃止[2]。
- 1984年（昭和59年）2月1日：荷物の取扱いを廃止[2]。
- 1987年（昭和62年）4月1日：国鉄分割民営化により、東海旅客鉄道の駅となる[2][4]。
- 2006年（平成18年）11月25日：ICカード「TOICA」の利用が可能となる。

### 駅名の由来
開業した当時の地名（恵那郡坂本村）が由来。駅が設置された当時、既に肥薩線（当時は鹿児島本線）に坂本駅が存在していたため、旧国名の美濃を頭に冠した「美濃坂本」となる予定であったが、美濃の「濃」の字が複雑だった事から地元住民たちがしばしば略式として「美乃」の表記を使っており、開業当時の坂本村でも「美乃」が定着していたため、当時の村長や住民の請願により美乃坂本駅となった。

### リニア中央新幹線関連
リニア中央新幹線の岐阜県内の中間駅の設置候補地として、当駅付近が提示されている（地上駅を予定）。また、車両基地も当駅付近に設置される計画である。
岐阜県は2014年（平成26年）2月17日、リニアを観光に活用するため当駅から恵那駅を経て明知鉄道明知線明智駅まで観光客用の蒸気機関車を走らせる構想を明らかにした。機関車はC12 244を使用する予定である。

## 駅構造
島式ホーム1面2線を持つ地上駅。駅舎とホームは跨線橋で連絡している。
JR東海交通事業の職員が業務を担当する業務委託駅で、中津川駅が当駅を管理している。構内南側にある駅舎の内部には、JR全線きっぷうりばなどが置かれている。なお、早朝・昼・深夜は駅員が不在となる。
自動改札機はないが、簡易TOICA改札機が設置されている。

### のりば
| 番線 | 路線        | 方向 | 行先               |
| ---- | ----------- | ---- | ------------------ |
| 1    | CF 中央本線 | 上り | 多治見・名古屋方面 |
| 2    | CF 中央本線 | 下り | 中津川・長野方面   |

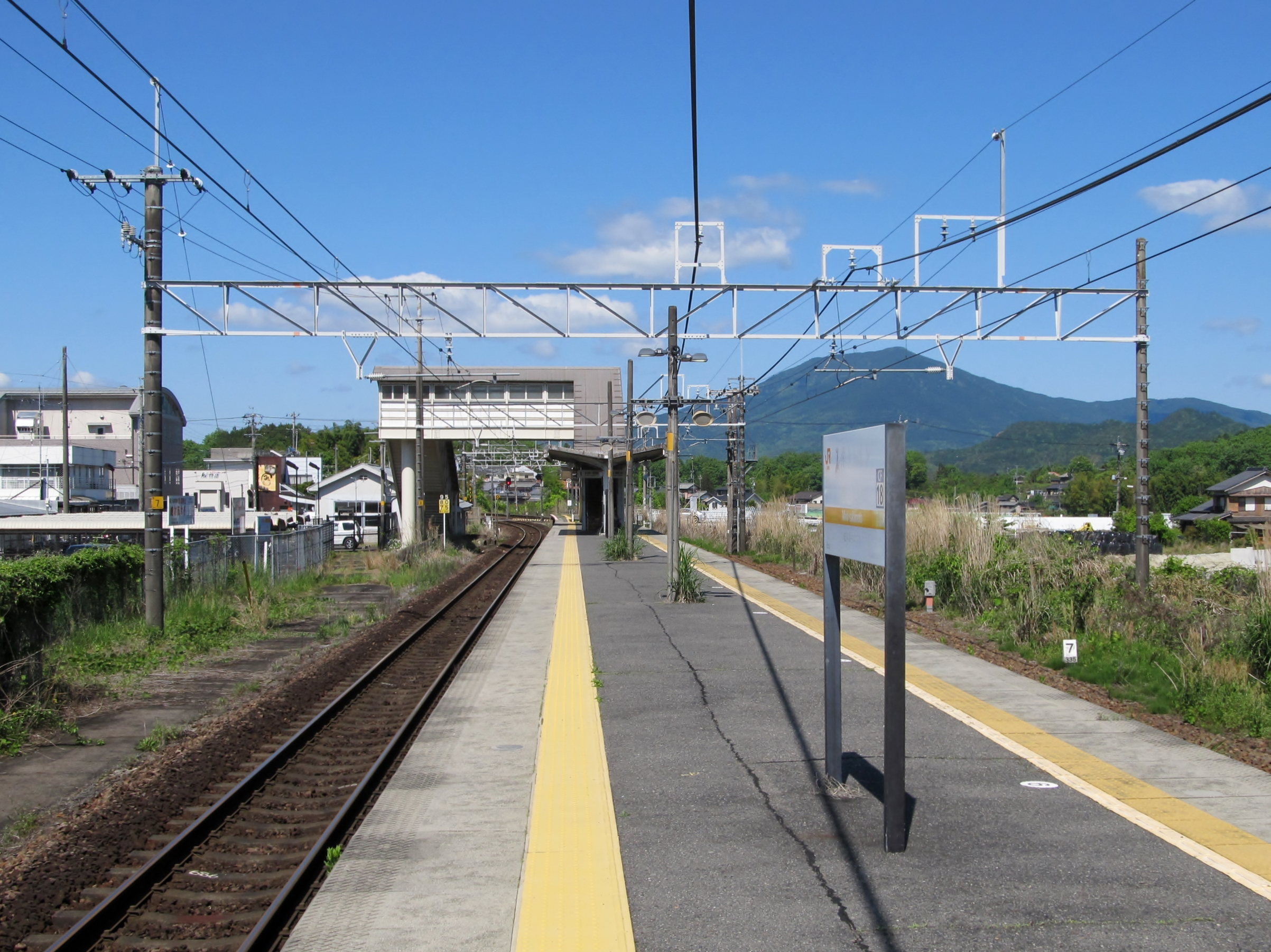
ホーム
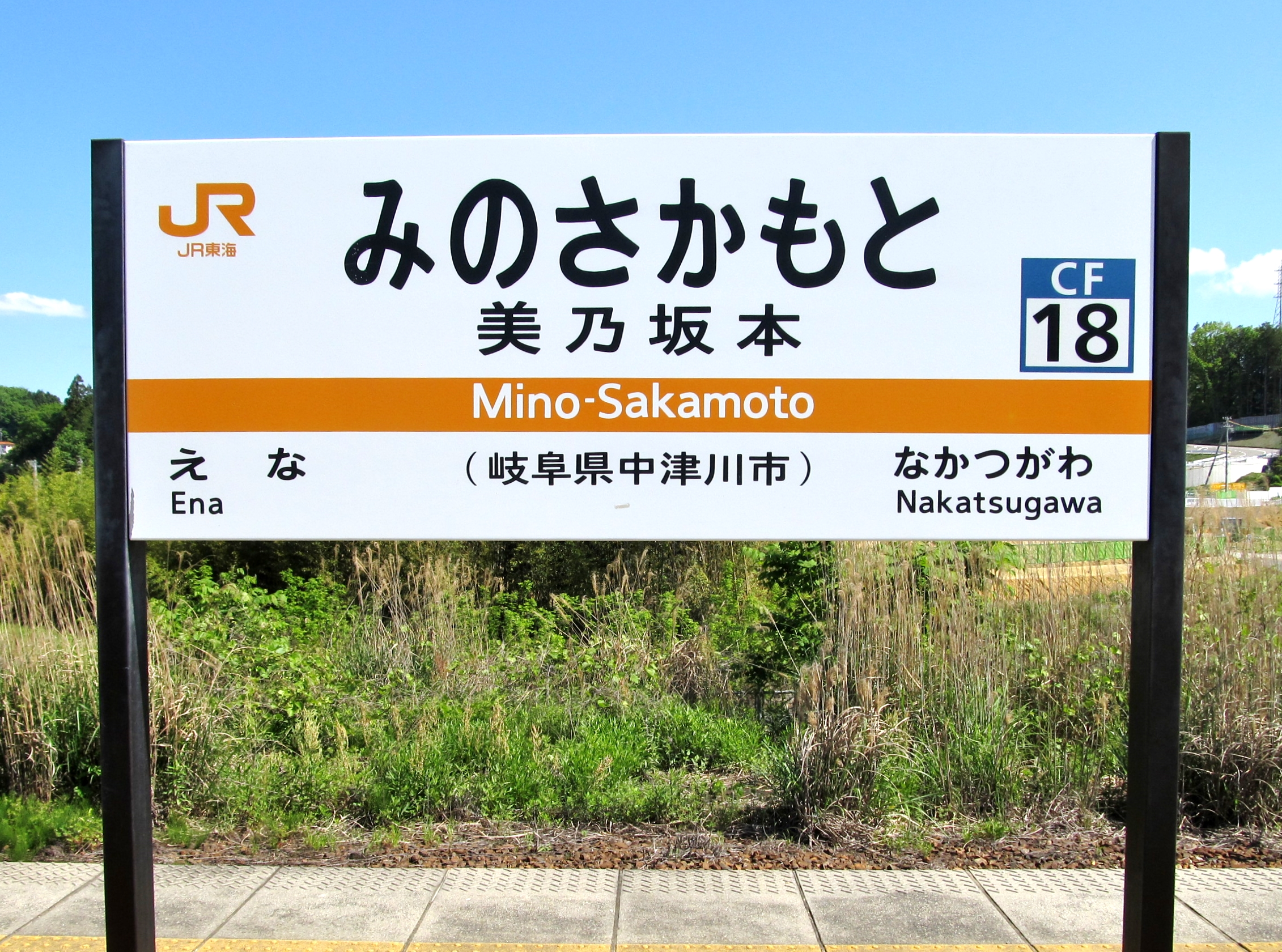
駅名標

## 利用状況
「岐阜県統計書」及び「中津川市統計書」によると、当駅の1日平均乗車人員は以下の通り推移している。
| 年度   | 1日平均 乗車人員 |
| ------ | ---------------- |
| 2000年 | 1,270            |
| 2001年 | 1,248            |
| 2002年 | 1,249            |
| 2003年 | 1,247            |
| 2004年 | 1,255            |
| 2005年 | 1,253            |
| 2006年 | 1,265            |
| 2007年 | 1,278            |
| 2008年 | 1,277            |
| 2009年 | 1,265            |
| 2010年 | 1,270            |
| 2011年 | 1,304            |
| 2012年 | 1,366            |
| 2013年 | 1,390            |
| 2014年 | 1,350            |
| 2015年 | 1,358            |
| 2016年 | 1,337            |
| 2017年 | 1,316            |
| 2018年 | 1,337            |

## 駅周辺
駅の南側に小規模ながら市街地が形成されている。リニア中央新幹線の岐阜県での駅設置予定場所となっており、新たな駅前整備が計画されている。

### 主な施設
- 中津川市役所坂本事務所
  - 旧：坂本コミュニティセンター
- 坂本郵便局
- 中津川市立坂本小学校
- 中津川市立坂本中学校
- 岐阜県立中津川工業高等学校
- 職業能力開発校木匠塾
- 中山道
- 中央自動車道：中津川インターチェンジ
- 国道19号
- 中津川公園
  - 中津川公園野球場
  - 東美濃ふれあいセンター
- 中津川中核工業団地

### バス路線
- 北恵那交通バス
  - 「美乃坂本駅前」 - 恵那線 及び 坂本三坂線
  - 駅すぐ前のものは恵那線専用。坂本三坂線専用のものは駅前の通りを30メートルほど行った場所にある。

## 隣の駅
東海旅客鉄道（JR東海）
CF 中央本線
■快速・■区間快速・■普通
中津川駅 (CF19) - 美乃坂本駅 (CF18) - 恵那駅 (CF17)